# البینو، بخش سوکولوف
البینو، بخش سوکولوف (به لاتین: Albinów, Sokołów County) یک منطقهٔ مسکونی در لهستان است که در Gmina Kosów Lacki واقع شده‌است.